# وزیرکوپرو
وزیرکوپرو (به ترکی استانبولی: Vezirköprü) شهری است در کشور ترکیه که در استان سامسون واقع شده‌است. جمعیت این شهر بر اساس سرشماری سال ۲۰۰۸ میلادی ۲۵٬۸۹۴ نفر و بر اساس برآوردهای سال ۲۰۰۹ میلادی ۲۵٬۹۳۶ نفر می‌باشد.